# Luigi Taparelli
Luigi Taparelli, vlastním jménem Prospero Taparelli d'Azeglio (24. listopadu 1793 Turín – 21. září 1862 Řím) byl italský teolog, člen Tovaryšstva Ježíšova.
Pocházel z piemontské šlechtické rodiny, jeho starší bratr Massimo d'Azeglio byl premiérem Sardinského království. Na kněze byl vysvěcen v Novaře v roce 1820, vyučoval na Collegio Massimo v Palermu.
Ve svém myšlení spojoval tomismus a princip subsidiarity, podnítil katolickou církev, aby reagovala na revoluce v roce 1848 a zajímala se o problémy dělnictva. Byl prvním, kdo použil termín sociální rovnost. Vytvořil také koncept „etnarchie“ – mezinárodní autority, schopné zabránit válkám. Přispíval do časopisu La Civiltà Cattolica. Z jeho názorů na sociální otázku vycházela encyklika Rerum novarum.